# San José Grande
San José Grande är en ort i Mexiko.   Den ligger i kommunen Tacámbaro och delstaten Michoacán de Ocampo, i den södra delen av landet, 260 km väster om huvudstaden Mexico City. San José Grande ligger 1 870 meter över havet och antalet invånare är 515.
Terrängen runt San José Grande är lite bergig. Runt San José Grande är det ganska glesbefolkat, med 25 invånare per kvadratkilometer. Närmaste större samhälle är Tacámbaro de Codallos, 10,8 km öster om San José Grande. I omgivningarna runt San José Grande växer huvudsakligen savannskog.